# Virgílio Teixeira
Virgílio Teixeira né le 26 octobre 1917 a Funchal et mort le 12 décembre 2010 à Madrid, est un acteur portugais.

## Filmographie

### Cinéma
- 1943 : Ave de Arribação : The fisherman
- 1943 : O Costa do Castelo
- 1944 : La Reine morte de Manuel Augusto García Viñolas et José Leitão de Barros
- 1945 : A Noiva do Brasil : Manuel de Medeiros, first
- 1945 : Cero en conducta : Siqueira
- 1945 : José do Telhado : José do Telhado
- 1945 : Um Homem às Direitas : José
- 1946 : Cais do Sodré : Toino Ventura
- 1946 : La mantilla de Beatriz : D. Luis de Meneses
- 1946 : Ladrão, Precisa-se!... : José
- 1946 : Camões de José Leitão de Barros
- 1947 : Fado, História d'uma Cantadeira : Júlio Guitarrista
- 1947 : Reina santa : Alfonso Sánchez
- 1947 : Três Espelhos : Miguel
- 1948 : Amanhã Como Hoje
- 1948 : El verdugo
- 1948 : Extraño amanecer
- 1949 : A Volta de José do Telhado : José do Telhado
- 1949 : Heróis do Mar : João Manuel
- 1949 : Ribatejo : António, the bulls' wrangler
- 1949 : The Bad Lord Byron : Pietro Gamba
- 1949 : Uma Vida para Dois : Mário Vilar
- 1950 : Flor de lago
- 1950 : La noche del sábado : Nunú
- 1950 : The Siege : Juan, el Bravo
- 1950 : Torturados : Raúl
- 1950 : Vendaval : Capitán Mir
- 1950 : Yo no soy la Mata-Hari : Richard / Tte. Jorjof
- 1950 : Agustina de Aragón de Juan de Orduña
- 1951 : Dawn of America : Pedro de Arana
- 1951 : The Lioness of Castille : Pedro de Guzmán
- 1951 : Bel Amour de François Campaux
- 1952 : El cerco del diablo : Ángel
- 1952 : Lola, la piconera : Capitán Gustavo Lefevre
- 1952 : Nazaré : António 'Tonho' Manata
- 1953 : La hija del mar : Tomás Pedro
- 1954 : Cañas y barro : Tonet
- 1955 : El padre Pitillo
- 1955 : La hermana alegría
- 1955 : Nubes de verano : Carlos
- 1955 : Un día perdido : Andrés (en tant que Virgilio Texeira)
- 1955 : Zalacaín el aventurero : Martín Zalacaín
- 1956 : Alexandre le Grand de Robert Rossen : Ptolemy
- 1957 : Dois Dias no Paraíso : Eduardo Pimentel
- 1957 : La estrella del rey : Leopoldo
- 1957 : Perdeu-se um Marido : Eduardo
- 1957 : Polvorilla
- 1958 : Habanera
- 1958 : La tirana : Francisco de Goya y Lucientes
- 1958 : Le septième voyage de Sinbad : Ali
- 1959 : Carta al cielo
- 1959 : Salomon et la reine de Saba
- 1959 : The Redeemer
- 1959 : Tommy the Toreador : Parilla, the Bullfighter
- 1960 : The Boy Who Stole a Million : Miguel (en tant que Virgilio Texera)
- 1960 : Mi calle de Edgar Neville
- 1961 : Julia y el celacanto : Juan
- 1961 : Le Cid
- 1961 : Les Joyeux Voleurs : Cayetano the Bullfighter
- 1961 : Rosa de Lima : Dimas
- 1962 : El balcón de la Luna : Domingo de Triana
- 1962 : Face of Terror : Matt Wilder (en tant que Virgilio Texeira)
- 1962 : Usted tiene ojos de mujer fatal
- 1963 : Balboa
- 1963 : Le Signe de Zorro : Sacerdote (en tant que John Teixeira)
- 1963 : Le Secret de la veuve noire - (Das geheimnis der schwarzen) de Franz Josef Gottlieb
- 1963 : Marisol rumbo à Rio de Fernando Palacios
- 1964 : Ella y el miedo : Esteban Ruiz
- 1964 : La Chute de l'Empire romain : Marcellus (en tant que Virgilio Texera)
- 1964 : Saül et David de Marcello Baldi : Abner
- 1964 : Échappement libre de Jean Becker : Réceptionniste de l'hôtel d'Athènes
- 1965 : Le docteur Jivago : Capitaine (non crédité)
- 1965 : L'Homme d'Istambul de Antonio Isasi-Isasmendi
- 1965 : L'Arme à gauche de Claude Sautet
- 1965 : Passagem de Nível : Eduardo
- 1966 : A Voz do Sangue : João do Souto
- 1966 : D pour danger de Ronald Neame et Cliff Owen : Inspector Rodrigues
- 1966 : Le Retour des sept de Burt Kennedy : Luis Delgado
- 1966 : Surcouf, le tigre des sept mers : Decrees
- 1966 : Tonnerre sur l'océan Indien : Decrees
- 1967 : The Magnificent Two : General Carrillo (en tant que Virgilio Texera)
- 1976 : Batida de raposas : Germán
- 1984 : O Crime de Simão Bolandas : D.Lourenço
- 1984 : Tricheurs de Barbet Schroeder : Toni
- 1988 : A Mulher do Próximo : Antonio
- 1992 : Eternidade : Álvaro
- 1992 : Vertigem : Luís Gouveia

### Courts-métrages
- 2010 : Endless Memories

### Télévision

#### Séries télévisées
- 1960 : International Detective : Don Armando Valdez
- 1976 : La señora García se confiesa
- 1985 : Chuva na Areia : Engenheiro António Fontes (1985)
- 1998 : Hotel Bon Séjour : Miguel
- 2000 : Casa da Saudade : Raúl